# Уинкс: Вълшебно приключение
„Уинкс Клуб: Вълшебно приключение“ (на италиански: Winx Club 3D - Magica avventura; на английски: Winx Club 3D: Magical Adventure) е италианска компютърна анимация от 2010 г., базиран на сериала „Уинкс Клуб“ и е продължение на „Уинкс Клуб: Тайната на изгубеното кралство“ (2007). Работното му заглавие, обявен през 2009 г. беше Winx Club 3D: The Magic Is Back.
Филмът е анимиран от Rainbow S.p.A. Премиерата на филма е в Италия на 29 октомври 2010 г.

## В България
В България филмът е пуснат по кината на 4 февруари 2011 г. от „Про Филмс“.
Излъчва се по каналите БНТ 1 и България Он Еър.

### Нахсинхронен дублаж
| Роля          | Изпълнител |
| ------------- | --- |
| Блум          | Вилма Карталска |
| Стела         | Татяна Етимова |
| Флора         | Мина Костова |
| Муза          | Цветослава Симеонова |
| Техна         | Цветослава Симеонова |
| Лейла         | Поликсена Костова |
| Фарагонда     | Даринка Митова |
| Гризелда      | Даринка Митова |
| Грифин        | Милица Гладнишка |
| Айси          | Петя Абаджиева |
| Дарси         | Живка Донева |
| Скай          | Мартин Герасков |
| Други гласове | Августина-Калина Петкова Мариана Лечева Светлана Бонин Светлана Смолева Живко Джуранов Ненчо Балабанов Стефан Сърчаджиев-Съра Христо Бонин |

| Обработка   | студио 1+1       |
| ----------- | ---------------- |
| Преводач    | Николина Петрова |
| Тонрежисьор | Димитър Русев    |